# Privoxy
Privoxy — свободный некэширующий прокси-сервер с расширенными возможностями фильтрации интернет-контента, для повышения конфиденциальности пользователей. Он изменяет или удаляет элементы HTTP-запроса и его ответа, либо в заголовках, либо в теле запроса.
Privoxy часто используется в связке с другими прокси и часто используется в сочетании с Squid. Он также рекомендуется для сторонних приложений, которые не поддерживают SOCKS.

## Обзор
Privoxy позволяет фильтровать данные веб-страниц до их отображения браузером, манипулировать cookies, удалять рекламу и баннеры, блокировать всплывающие окна и любой другой нежелательный контент, благодаря чему помогает экономить интернет-трафик, защищать систему от вредоносных элементов веб-страниц, а также может использоваться в качестве вспомогательного инструмента для обхода интернет-цензуры. Он может быть настроен пользователями как для автономных систем, так и для многопользовательских сетей и может использоваться практически с любым браузером.

Privoxy основан на Internet Junkbuster и распространяется под лицензиями ISC и GPL v2. Он работает в Linux, OpenWrt, DD-WRT, Windows, macOS, OS/2, AmigaOS, BeOS и большинстве Unix-подобных дистрибутивах. Программное обеспечение размещено на SourceForge.

## Техническая реализация

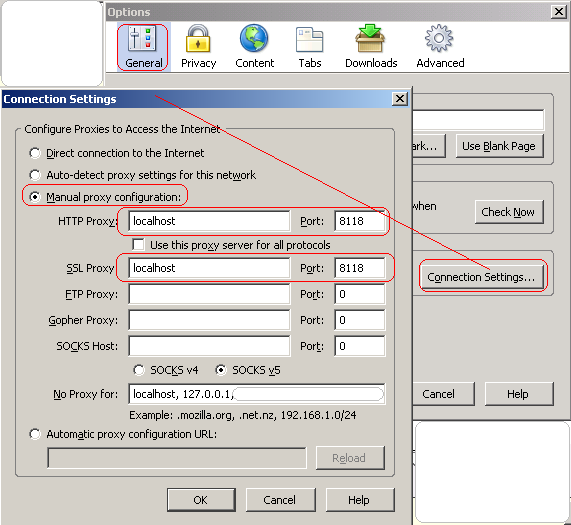
Скриншот из конфигурации Firefox: настройки для использования с Privoxy

Privoxy реализует механизм online garbage collection (сборки мусора в реальном времени) и оптимизирован для работы в качестве фильтрующего прокси-сервера.
Технически возможности Privoxy реализуются посредством модификации (замены и удаления) или блокирования загрузки данных:
- На уровне заголовков протокола HTTP;
- На уровне веб-контента.

Осуществляя фильтрацию на протокольном уровне, Privoxy анализирует HTTP-заголовки и заменяет их, при необходимости, в соответствии с заданным пользователем набором правил взаимодействия с веб-сайтами, чтобы предотвратить передачу браузером какой-либо информации, позволяющей получить данные сеансового соединения пользователя и идентифицировать его среди других сессий, что впоследствии было реализовано во многих клиентских решениях.
Хотя функции, ориентированные на работу с протоколом HTTP, были реализованы в Privoxy относительно недавно, в настоящий момент они практически аналогичны возможностям преобразования веб-контента и также реализуются на основе фильтрации и замены с использованием регулярных выражений PCRE. Этот механизм обеспечивает возможности поточной модификации данных с использованием наиболее мощного и универсального PCRE-оператора s/// (известного в языке программирования Perl как оператор замены).

## Логика и терминология
Privoxy функционирует на основе системы правил, которые определяют изменения контента. Для создания нового правила необходимо указать, какие элементы будут модифицироваться (множество объектов модификации), и как именно это будет происходить (действия, влияющие на обработку контента).
Объекты модификации можно задать двумя способами:
- Перечислить конкретные URL-адреса, удаляя префикс http:// и возможно опуская доменное имя или путь.

- Определить набор URL с помощью маски, используя подстановочные символы «*», «?» и символьные диапазоны в квадратных скобках.

В некоторых случаях объект модификации может быть представлен только разделителем между доменным именем и путём — косой чертой «/». Этот символ ассоциируется со всеми допустимыми интернет-адресами и используется для формирования правил, которые применяются ко всем сайтам. Такие действия указываются в верхней части файла default.action.
Действия по модификации контента делятся на три типа:
- Простые действия. Их алгоритм жёстко задан в исходном коде Privoxy и не подлежит изменению без модификации и перекомпиляции.

- Параметрически простые действия. Эти механизмы обработки контента используют простые форматы данных, такие как строки, флаги (да/нет), числа и другие. Они предусматривают передачу параметров внутри своего описания.

Параметрически сложные действия. Эти механизмы работают с более сложными форматами данных, включая регулярные выражения и их различные формы представления, такие как списки и перечни.

## Интерфейс
Все методы обработки контента удобно настраивать посредством развитого веб-интерфейса, который после установки и запуска Privoxy будет доступен по адресу config.privoxy.org или (сокращённо) p.p
Веб-интерфейс позволяет настраивать множество параметров работы Privoxy, переключать состояние его активности (в неактивном состоянии Privoxy работает как простейший прокси-сервер, перенаправляющий запросы на интернет-сервера, не анализирующий и не модифицирующий заголовки HTTP-протокола и не фильтрующий интернет-контент), а также получать исчерпывающую информацию о том, какие правила применяются при запросе тех или иных URL и где (в каком файле действий) эти правила были определены. В последнем случае предоставляются прямые ссылки для быстрого внесения соответствующих изменений с помощью встроенного редактора файлов действий (см. иллюстрацию).
Хотя Privoxy часто используется в качестве промежуточного звена между приложениями, использующими HTTP(S)-протокол и программой Tor — клиентом анонимной распределённой сети маршрутизаторов Onion Routers, при этом не следует забывать, о том что Privoxy является совершенно самостоятельной программой, защищающей интересы своих пользователей на уровне протокола HTTP аналогично тому, как Tor делает это на уровне базовых протоколов TCP/IP. Privoxy может с успехом применяться и без Tor, причём во многих случаях использование Tor вне связки с Privoxy или другим аналогичным фильтрующим прокси как минимум просто неэффективно, поскольку анализ IP-адреса является лишь одним из множества способов идентификации пользователей веб-сервисов, к тому же способов крайне ненадёжных в условиях дефицита публичных IP-адресов (в России).